# José Neiva de Sousa
José Neiva de Sousa (Nova Iorque, MA, 26 de maio de 1885 – local não informado, 1º de dezembro de 1960) foi um promotor de justiça, juiz de direito e político brasileiro que representou o Maranhão no Congresso Nacional.

## Biografia
Filho de Justino Neiva de Sousa e Amélia Augusta de Neiva. Graduado em Direito pela Universidade Federal do Ceará em 1907, dividiu-se entre as profissões de promotor de justiça e juiz de direito. Com a queda do Estado Novo ingressou no PSD elegendo-se deputado federal em 1945 e assim representou os maranhenses na elaboração da Constituição de 1946.
Ligado politicamente a Vitorino Freire, seguiu-o rumo ao PPB e foi eleito senador em 1947 tal como seu correligionário, entretanto recebeu apenas quatro anos de mandato por ter sido o menos votado dentre os eleitos. Empossado no Senado Federal, chegou a licenciar-se do mandato em favor do suplente Evandro Viana. Já filiado ao PSP foi reeleito deputado federal em 1950, não sendo vitorioso na eleição seguinte.